# Episodi di Chicago Fire (quinta stagione)
La quinta stagione della serie televisiva Chicago Fire, composta da 22 episodi, è stata trasmessa in prima visione assoluta negli Stati Uniti d'America da NBC dall'11 ottobre 2016 al 16 maggio 2017.
In Italia, la stagione è stata trasmessa in prima visione a pagamento da Premium Action dal 12 maggio al 21 luglio 2017; il solo nono episodio era già stato trasmesso il 31 marzo 2017, essendo un crossover con Chicago P.D., a sua volta spin-off di Chicago Fire. In chiaro, la stagione è stata trasmessa in prima visione in lingua italiana in Svizzera da RSI LA1 dal 30 agosto al 15 novembre 2017; in Italia, è stata trasmessa da Italia 1 dal 18 luglio al 5 settembre 2018.
L'ottavo episodio di questa stagione, One Hundred (Il centenario), è il centesimo della serie.
| nº | Titolo originale           | Titolo italiano              | Prima TV USA     | Prima TV Italia |
| -- | -------------------------- | ---------------------------- | ---------------- | --------------- |
| 1  | The Hose or the Animal     | Realtà e fantasia            | 11 ottobre 2016  | 12 maggio 2017  |
| 2  | A Real Wake-Up Call        | Svegliati!                   | 18 ottobre 2016  | 12 maggio 2017  |
| 3  | Scorched Earth             | Terra bruciata               | 25 ottobre 2016  | 19 maggio 2017  |
| 4  | Nobody Else is Dying Today | Nessun altro morirà stasera  | 1º novembre 2016 | 19 maggio 2017  |
| 5  | I Held Her Hand            | Alibi imperfetto             | 15 novembre 2016 | 26 maggio 2017  |
| 6  | That Day                   | Quel giorno                  | 22 novembre 2016 | 26 maggio 2017  |
| 7  | Lift Each Other            | Aiuto reciproco              | 29 novembre 2016 | 2 giugno 2017   |
| 8  | One Hundred                | Il centenario                | 6 dicembre 2016  | 2 giugno 2017   |
| 9  | Some Make It, Some Don't   | Per il bene di tutti         | 3 gennaio 2017   | 31 marzo 2017   |
| 10 | The People We Meet         | Incontri                     | 17 gennaio 2017  | 9 giugno 2017   |
| 11 | Who Lives and Who Dies     | Giorni difficili             | 24 gennaio 2017  | 16 giugno 2017  |
| 12 | An Agent of the Machine    | Un cadavere nel seminterrato | 7 febbraio 2017  | 16 giugno 2017  |
| 13 | Trading in Scuttlebutt     | Pettegolezzi                 | 14 febbraio 2017 | 23 giugno 2017  |
| 14 | Purgatory                  | Purgatorio                   | 21 febbraio 2017 | 23 giugno 2017  |
| 15 | Deathtrap                  | Trappola mortale             | 1º marzo 2017    | 30 giugno 2017  |
| 16 | Telling Her Goodbye        | Ostaggi alla 51              | 21 marzo 2017    | 7 luglio 2017   |
| 17 | Babies and Fools           | Falso eroe                   | 28 marzo 2017    | 7 luglio 2017   |
| 18 | Take a Knee                | In ginocchio                 | 4 aprile 2017    | 14 luglio 2017  |
| 19 | Carry Their Legacy         | L'esplosione                 | 25 aprile 2017   | 14 luglio 2017  |
| 20 | Carry Me                   | Portami con te               | 2 maggio 2017    | 21 luglio 2017  |
| 21 | Sixty Days                 | Sessanta giorni              | 9 maggio 2017    | 21 luglio 2017  |
| 22 | My Miracle                 | L'ultimo turno               | 16 maggio 2017   | 21 luglio 2017  |

## Realtà e fantasia
- Titolo originale: The Hose or the Animal
- Diretto da: Joe Chappelle
- Scritto da: Michael Brandt e Derek Haas

### Trama
Dawson e Casey sono tornati insieme dopo che lei ha ottenuto l'affidamento di Louie. Dopo aver passato la notte con Severide, Stella scopre che il suo instabile ex fidanzato Grant è scappato dalla clinica psichiatrica e sta cercando sia lei che Severide. Nel frattempo, le cose prendono una svolta drammatica quando, dopo la morte di suo fratello, Borelli presenta un reclamo contro Boden, nel quale si mette in dubbio la sua leadership. Pensando al suo futuro ora che ha Louie, Dawson torna all'ambulanza 61 dopo la sospensione di Borelli. Inoltre, Brett scopre che Mouch sta scrivendo narrativa erotica e si propone di aiutarlo. Riceve anche un'attenzione inaspettata da Antonio Dawson (Jon Seda) a seguito di una chiamata.

## Svegliati!
- Titolo originale: A Real Wake-Up Call
- Diretto da: Reza Tabrizi
- Scritto da: Andrea Newman e Michael Gilvary

### Trama
Grant attacca Stella e Severide sul retro del Molly's e, dopo essere stato accusato di tentato omicidio, viene rinchiuso in una clinica psichiatrica; nonostante ciò, Stella non sporge denuncia facendo infuriare Severide. Nel frattempo, dopo un litigio al Molly's, i rapporti tra i componenti del Camion 81 e Jimmy peggiorano al punto che nessuno vuole avere a che fare con lui perché il suo dolore non lo rende pronto a lavorare. Mouch e Brett continuano a scrivere un romanzo erotico. Inoltre, Casey si trova in una situazione difficile dopo che un assessore ha scoperto il favore che ha portato Dawson ad adottare Louie, usando questo come ricatto. Nel finale, la caserma risponde a un incidente e nonostante l'ordine di tirarsi indietro, Borelli si dirige verso il fuoco e viene bruciato e gravemente ferito dalle fiamme ardenti.
- Questa è l'ultima apparizione di Steven R. McQueen nei panni di Jimmy Borelli.

## Terra bruciata
- Titolo originale: Scorched Earth
- Diretto da: Joe Chappelle
- Scritto da: Sarah Kucserka e Veronica West

### Trama
Casey continua a cercare informazioni su chi ha informato l'assessore riguardo Louie, dopo aver appreso che il DCFS vuole mettere Louie in un'altra casa adottiva. Cerca aiuto dalla sua consulente Susan Weller, ma in seguito scopre che è stata lei stessa a dirlo all'assessore. Nel frattempo, Stella aiuta un bambino malato di epatite C che ha rubato farmaci in seguito ad una chiamata. Severide continua a frequentare la celebrità locale Travis Brenner, mentre Brett continua ad uscire con Antonio Dawson.
- Apparizioni come ospite di S. Epatha Merkerson nei panni di Sharon Goodwin di Chicago Med e Carl Weathers nei panni dell'avvocato di stato Mark Jefferies di Chicago Justice.

## Nessun altro morirà stasera
- Titolo originale: Nobody Else is Dying Today
- Diretto da: Sanford Bookstaver
- Scritto da: Jill Weinberger

### Trama
Nelle funzioni di assessore, Casey indaga su un magazzino, che prende una svolta drammatica quando si verifica una fuoriuscita di acido e fa tutto ciò che è in suo potere per prevenire un grave disastro. Nel frattempo, Dawson e Brett si prendono cura di una donna anziana che ha avuto un attacco epilettico e hanno a che fare con un avvocato esigente riguardo a quale ospedale portarla. Brett e Mouch riscontrano dei problemi nel pubblicare il loro romanzo erotico. Otis e Cruz si fanno scherzi a vicenda.

## Alibi imperfetto
- Titolo originale: I Held Her Hand
- Diretto da: Reza Tabrizi
- Scritto da: Roger Grant

### Trama
Le tensioni aumentano quando Severide e Casey non sono d'accordo sul fatto che un incendio in un appartamento che ha ucciso una donna sia stato accidentale o doloso. Nel frattempo, Mouch e Brett fanno pubblicare il loro romanzo, ma viene successivamente stoppato quando il capo del dipartimento lo scopre e sono costretti a scegliere tra il loro romanzo o il loro lavoro. Casey continua a sospettare del marito della donna morta dopo aver appreso da sua sorella che lei e suo marito litigavano costantemente. Herrmann indaga su chi sta vandalizzando la Caserma 51 con graffiti.

## Quel giorno
- Titolo originale: That Day
- Diretto da: Dan Lerner
- Scritto da: Michael A. O'Shea

### Trama
Mentre risponde a una chiamata, Dawson colpisce accidentalmente un pedone con l'ambulanza, il che porta il figlio della vittima a fare causa al Dipartimento e a Dawson. Nel frattempo, Casey e Severide continuano a indagare sull'incendio dell'ultima chiamata e viene rivelato che il marito lo ha appiccato impostando un dispositivo Internet remoto. Herrmann prende in considerazione una promozione a tenente e Casey lo mette in ombra. Boden pensa di fare un viaggio a New York mentre il figliastro è in visita alla Caserma 51; ciò gli fa ricordare la sua partecipazione ai soccorsi il giorno dopo l'11 settembre e, alla fine, si reca a New York.

## Aiuto reciproco
- Titolo originale: Lift Each Other
- Diretto da: Alex Chapple
- Scritto da: Liz Alper e Ally Seibert

### Trama
Casey inizia a stare sulle sue dopo un'ultima chiamata in cui ha attuato la RCP a un bambino, che sopravvive inizialmente ma muore giorni dopo. Cruz va da Severide perché sospetta che James, il figliastro di Boden, sia vittima di abusi. Nel frattempo, i genitori di Gabriela e Antonio festeggiano il loro anniversario di matrimonio, ma in seguito annunciano che stanno divorziando. Herrmann recluta Stella e Otis nella sponsorizzazione di una dura competizione fangosa per aiutare a promuovere il Molly's. Boden affronta il nuovo fidanzato della sua ex moglie, che ha confermato di aver abusato del figliastro, e affronta le conseguenze del dipartimento per averlo difeso. Gabriela scopre che Casey ha nascosto il suo dolore per il ragazzo morto in modo da non interrompere la festa della sua famiglia.

## Il centenario
- Titolo originale: One Hundred
- Diretto da: Joe Chappelle
- Scritto da: Michael Brandt e Derek Haas

### Trama
Severide nel farsi curare un infortunio al collo a seguito di una chiamata, incontra l'ex pompiere diventato studente di medicina Jeff Clarke (guest star Jeff Hephner), il quale gli chiede di fare le analisi per un trapianto di midollo osseo per un altro paziente. Nel frattempo, Dawson e Casey incontrano un ostacolo quando cercano di adottare Louie in modo permanente e in seguito si sposano. Inoltre, Otis ha un'idea per celebrare il centesimo anniversario del Molly's.

## Per il bene di tutti
- Titolo originale: Some Make It, Some Don't
- Diretto da: Drucilla Carlson
- Scritto da: Andrea Newman

### Trama
Il padre biologico di Louie affronta Casey e Dawson e chiede la custodia di Louie, trovando la ferma opposizione di Casey e Dawson. Nel frattempo, i vigili del fuoco trovano un tavolo da ping pong e iniziano una serie di tornei all'interno della caserma. Severide scopre di essere compatibile con la paziente per il trapianto di midollo osseo, tuttavia le cose vanno male e inizia a seguire i suoi vecchi modi di bere. Infine, la Caserma 51 risponde a un incidente che vede coinvolta l'auto di Severide, ma senza trovare il conducente.
- Guest star: Jason Beghe (Detective Hank Voight).
- Questo episodio inizia un crossover con Chicago P.D. che si conclude nell'episodio Omicidio colposo (4x09).

## Incontri
- Titolo originale: The People We Meet
- Diretto da: David Rodriguez
- Scritto da: Sarah Kucserka e Veronica West

### Trama
Severide viene informato che il paziente sottoposto a trapianto di midollo osseo è nuovamente idoneo, ma sorgono complicazioni quando Severide si ferisce dopo essere saltato fuori da una finestra del secondo piano durante una chiamata. Questo lo rende inidoneo alla donazione perché non può avere un'epidurale per il dolore ma, nonostante le complicazioni, convince i medici a prelevare il midollo. Nel frattempo, il padre di Louie combatte per la sua piena custodia, così Dawson e Casey cercano di reagire. Ma dopo aver visto la quantità di sostegno che la famiglia dà al padre, Casey e Dawson non hanno altra scelta che rinunciare a Louie. Inoltre, Mouch e Otis creano un video che incoraggia le persone ad arruolarsi nei vigili del fuoco.

## Giorni difficili
- Titolo originale: Who Lives and Who Dies
- Diretto da: Haze J. F. Bergeron III
- Scritto da: Michael Gilvary

### Trama
Le emozioni di Dawson hanno la meglio su di lei dopo la partenza di Louie e, durante una chiamata, scarica le sue tensioni su un padre che perde la pazienza nei confronti della figlia che non sapeva fosse incinta. L'atteggiamento di Casey è al limite; durante un intervento prende una decisione dell'ultimo minuto per salvare due vittime, ma una non ce la fa... Nel frattempo, Severide è costretto a decidere se restare con Stella o Anna, la paziente a cui ha donato il proprio midollo.

## Un cadavere nel seminterrato
- Titolo originale: An Agent of the Machine
- Diretto da: Jann Turner
- Scritto da: Jill Weinberger

### Trama
Dopo l'ultima chiamata, la Caserma 51 viene messa in stato di massima allerta dopo che il criminale è fuggito e torna per uccidere Casey e prendere di mira l'intera caserma, ma la polizia interviene per trovarlo e catturarlo. Nel frattempo, la relazione di Brett e Antonio tocca il fondo quando l'ex moglie di Antonio interviene, il che spinge Brett a chiedersi se Antonio è pronto per avere una relazione. Casey considera di regalare l'anello di fidanzamento a Dawson, mentre un amico del padre di Severide arriva alla Caserma 51 e lo mette in difficoltà.

## Pettegolezzi
- Titolo originale: Trading in Scuttlebutt
- Diretto da: Reza Tabrizi
- Scritto da: Roger Grant

### Trama
La tensione è alta durante una chiamata quando un'altra caserma si presenta per prima e Boden prende una decisione salvavita che non va bene all'altro capo sulla scena, Anderson, che aveva appena ricevuto una promozione. Temendo che la sua reputazione sia stata danneggiata, Anderson rende la vita difficile all'intera Caserma 51, specialmente dopo aver provocato ed essersi scontrato con Boden a una festa del dipartimento. Severide decide se lasciare Chicago e diventare un capo di battaglione a Springfield, dove vive Anna. Inoltre, Dawson cerca di trovare un appuntamento per Brett dopo la sua rottura con Antonio. Hermann si presenta alla scuola dei suoi figli con i suoi colleghi.

## Purgatorio
- Titolo originale: Purgatory
- Diretto da: Joe Chappelle
- Scritto da: Michael Brandt e Derek Haas

### Trama
Il capo Anderson riassegna la maggior parte dei membri a diverse caserme dei vigili del fuoco, con solo Dawson, Casey e Severide rimasti alla Caserma 51. Stella e Brett vengono riassegnati alla caserma in cui Stella precedentemente lavorava ed aveva avuto problemi. Cruz e Capp vengono riassegnati al call center del 9-1-1. Boden cerca invano di opporsi alle riassegnazioni poiché Anderson ha il potere di riassegnare il personale come ritiene più opportuno. Severide cerca di contrastare Anderson mentre i vari membri cercano di adattarsi alle loro nuove posizioni, mentre lui è ancora alle prese se accettare il lavoro di Springfield e di capire i suoi sentimenti per Anna.

## Trappola mortale
- Titolo originale: Deathtrap
- Diretto da: Joe Chappelle
- Scritto da: Andrea Newman

### Trama
La Caserma 51 risponde a un incendio fuori controllo in un magazzino contenente dozzine di vittime all'interno. La squadra corre contro il tempo per cercare di salvarli tutti. Una delle vittime è la figlia Lexi di Alvin Olinsky, che è stata trovata in condizioni critiche. Dopo i soccorsi, la Caserma 51 si unisce ad Hank Voight e al dipartimento di polizia nelle indagini e scoprono che l'incendio è stato appiccato intenzionalmente. Severide cerca di mettersi in contatto con Anna.
- Guest star: Jason Beghe (Detective Hank Voight), Elias Koteas (Alvin Olinsky).
- Questo episodio inizia un crossover triplo con Chicago P.D. e Chicago Justice, che continua nell'episodio nell'episodio "Vicini nel dolore (CPD 4x16)" e si conclude nell'episodio "Falso."

## Ostaggi alla 51
- Titolo originale: Telling Her Goodbye
- Diretto da: Reza Tabrizi
- Scritto da: Michael A. O'Shea

### Trama
I membri della Caserma 51 vengono presi in ostaggio quando da alcuni componenti di una gang che corrono nella caserma per rifugiarsi da una rappresaglia tra gang. Uno dei loro membri è gravemente ferito e Stella è costretta a prendersi cura di lui perché Dawson e Brett sono impegnati in una chiamata. Severide fa tutto il possibile per rimanere nascosto ed escogitare un piano.

## Falso eroe
- Titolo originale: Babies and Fools
- Diretto da: Holly Dale
- Scritto da: Michael Gilvary, Liz Alper e Ally Seibert

### Trama
Dopo un incidente in cui un pezzo di cemento sfonda il parabrezza di un'auto provocando un ribaltamento, Dawson spinge per ulteriori inadagini, che si intensificano dopo che lo stesso individuo del primo incidente interviene e salva gli occupanti di un altro veicolo nello stesso giorno. Casey cerca di aiutare uno dei suoi elettori che ha problemi con un cantiere rumoroso vicino a casa sua. Nel frattempo, Severide fa tutto il possibile per far sentire Anna la benvenuta a Chicago.

## In ginocchio
- Titolo originale: Take a Knee
- Diretto da: Joe Chappelle
- Scritto da: Michael Brandt e Derek Haas

### Trama
Casey scopre una nuova casa di crack sulla strada che porta alla caserma e fa di tutto per chiuderla quando scopre che è coinvolta una vittima indifesa. Nel frattempo, il padre di Severide, Benny (guest star Treat Williams) torna a Chicago e incontra Anna, ma durante il loro incontro, Anna se ne va. Dawson e Brett hanno a che fare con un nuovo tirocinante ed Hermann perde la pazienza quando scopre che suo figlio, Lee Henry, è stato sospeso dalla scuola dopo che si è rifiutato di recitare il giuramento di fedeltà alla bandiera per protesta contro l'aumento dei prezzi ai distributori automatici.

## L'esplosione
- Titolo originale: Carry Their Legacy
- Diretto da: Reza Tabrizi
- Scritto da: Michael A. O'Shea

### Trama
Casey si ritrova con un vecchio amico che viene assegnato come sostituto temporaneo della squadra. Durante una chiamata, Casey prende una decisione importante. Nel frattempo, Severide fa passi da gigante nel capire perché Anna se ne è andata improvvisamente; Dawson e Brett sono costrette a essere riqualificate come EMT a seguito di un incidente. Inoltre, Connie torna al lavoro e i membri del camion scommettono per vedere quanto durerà la convivenza con la ragazza che l'ha sostituita temporaneamente.

## Portami con te
- Titolo originale: Carry Me
- Diretto da: Eric Laneuville
- Scritto da: Jill Weinberger

### Trama
Con il supporto di Boden, Casey fa di tutto per aiutare uno dei suoi colleghi vigili del fuoco che si sta assumendo la colpa per la perdita della sua squadra. Nel frattempo, Severide continua a essere al fianco di Anna quando la sua salute continua a peggiorare, rispondendo allo stesso tempo alla chiamata di una donna anziana che rifiuta di lasciare la casa bruciata. Otis e Cruz cercano un terzo coinquilino per il loro appartamento.

## Sessanta giorni
- Titolo originale: Sixty Days
- Diretto da: Sanford Bookstaver
- Scritto da: Michael Gilvary

### Trama
Durante il suo secondo lavoro di addetto alla sicurezza in un bar, Cruz cerca di scortare fuori un ubriaco il quale nota il tatuaggio con il logo CFD sul braccio del vigile. Questo elemento porterà il riconoscimento di Cruz, il quale deve affrontare un'azione disciplinare, dalla quale Mouch si impegna a tirarlo fuori. Nel frattempo, Casey si scontra con un altro assessore quando cerca di approvare una proposta di legge a favore dei primi soccorritori. I membri della Caserma 51 aiutano Severide a piangere la perdita di Anna e il padre di Dawson fa visita alla caserma. Inoltre, la Squadra 3 dà il benvenuto al suo nuovo membro Jason Kannell (Guest star Kamal Angelo Bolden).

## L'ultimo turno
- Titolo originale: My Miracle
- Diretto da: Michael Brandt
- Scritto da: Michael Brandt e Derek Haas

### Trama
Dopo che Cruz riceve una sospensione non pagata di 60 giorni, aumentano le tensioni tra Mouch e Cruz. Nel frattempo, Casey continua a lottare per la sua proposta sul pronto intervento, ma deve affrontare ulteriori battute d'arresto, inclusa l'interferenza del suocero travagliato, e prende una decisione importante sul suo futuro. Allo stesso tempo, si scontra con Dawson mentre suo padre continua a rimanere nel loro appartamento più a lungo di quanto si pensasse. Herrmann fa il possibile per far sorridere un bambino ferito, facendogli incontrare i giocatori dei Chicago Cubs, le stelle Kris Bryant, David Ross e Jake Arrieta. Alla fine dell'episodio, i vigili del fuoco si ritrovano intrappolati nell'incendio di un magazzino. Herrmann cerca disperatamente di salvare Mouch che sta subendo un attacco di cuore nel mezzo dell'incendio; Casey, intrappolato, si toglie la maschera e dice addio a Dawson sapendo che non ne uscirà vivo. Cruz e Dawson aspettano fuori e si disperano mentre la squadra cerca di uscire. 